# 1997年美國
|        | 美國歷史 \| 美國歷史年表                                                                                                   |
| 世紀： | 19世紀美國 \| 20世紀美國 \| 21世紀美國                                                                                     |
| 年代： | 1960年代美國 \| 1970年代美國 \| 1980年代美國 \| 1990年代美國 \| 2000年代美國 \| 2010年代美國 \| 2020年代美國               |
| 年份： | 1993年美國 \| 1994年美國 \| 1995年美國 \| 1996年美國 \| 1997年美國 \| 1998年美國 \| 1999年美國 \| 2000年美國 \| 2001年美國 |
| 紀年： | 美国独立221周年 |

## 聯邦政府

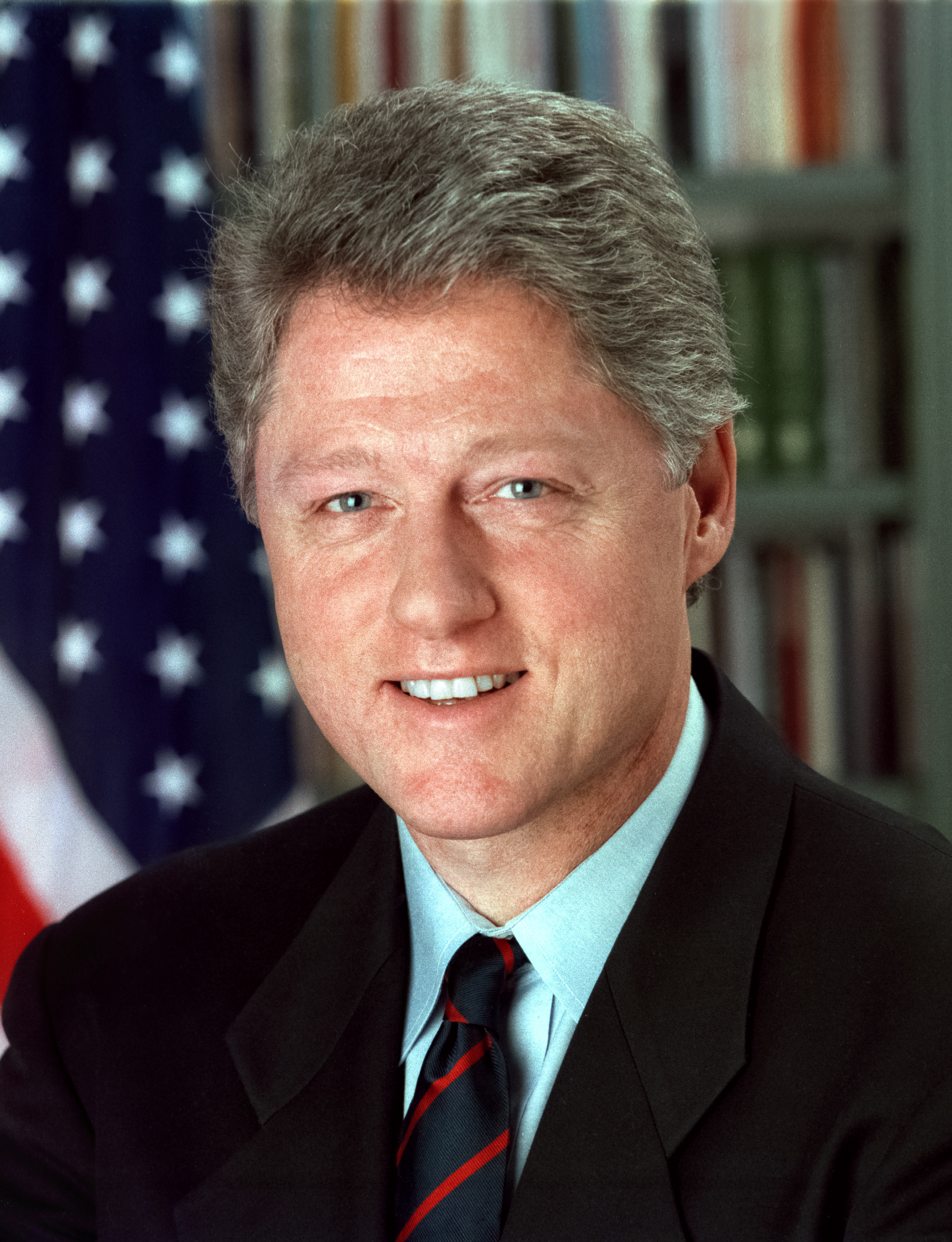
總統：比尔·克林顿
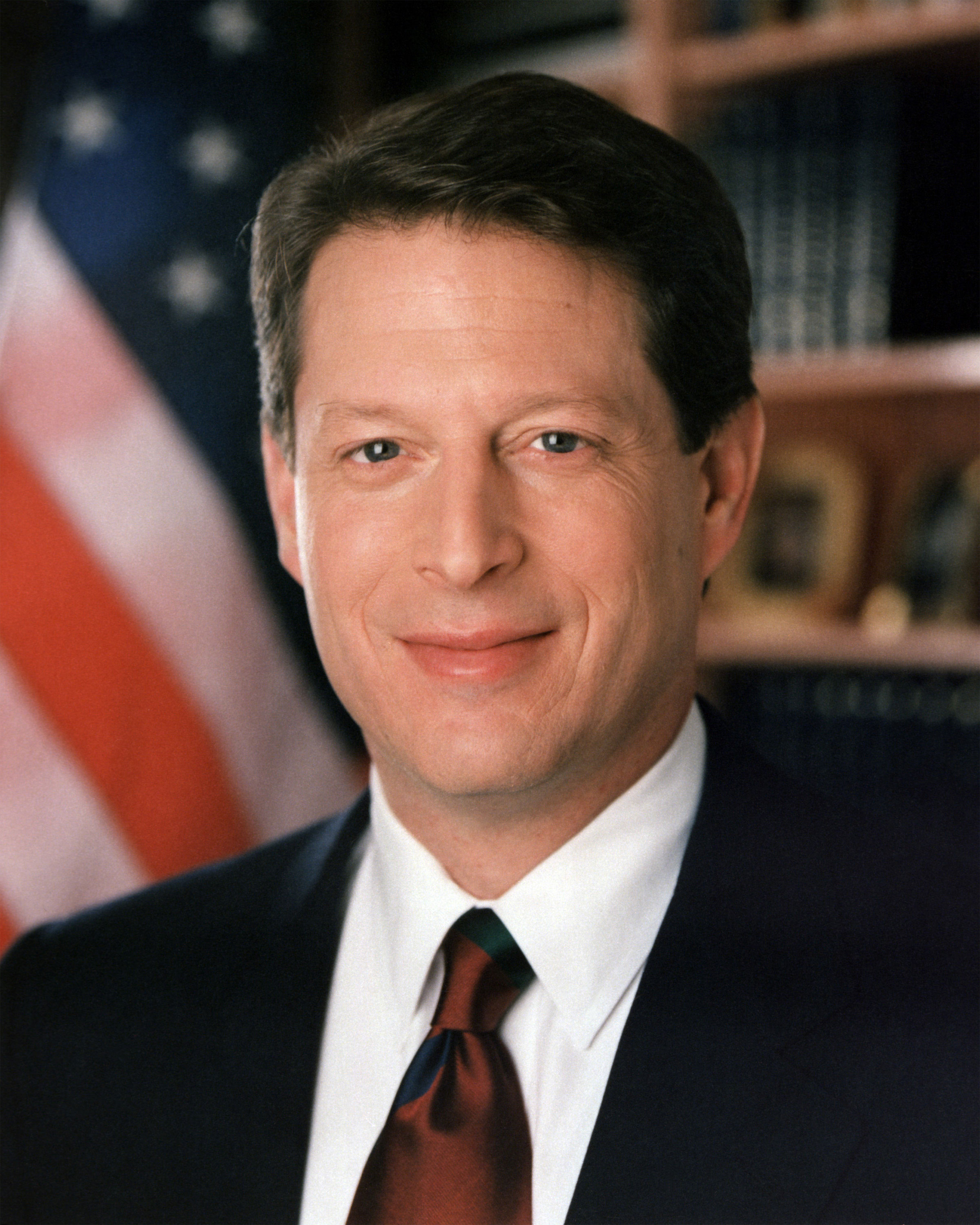
副總統：阿尔·戈尔
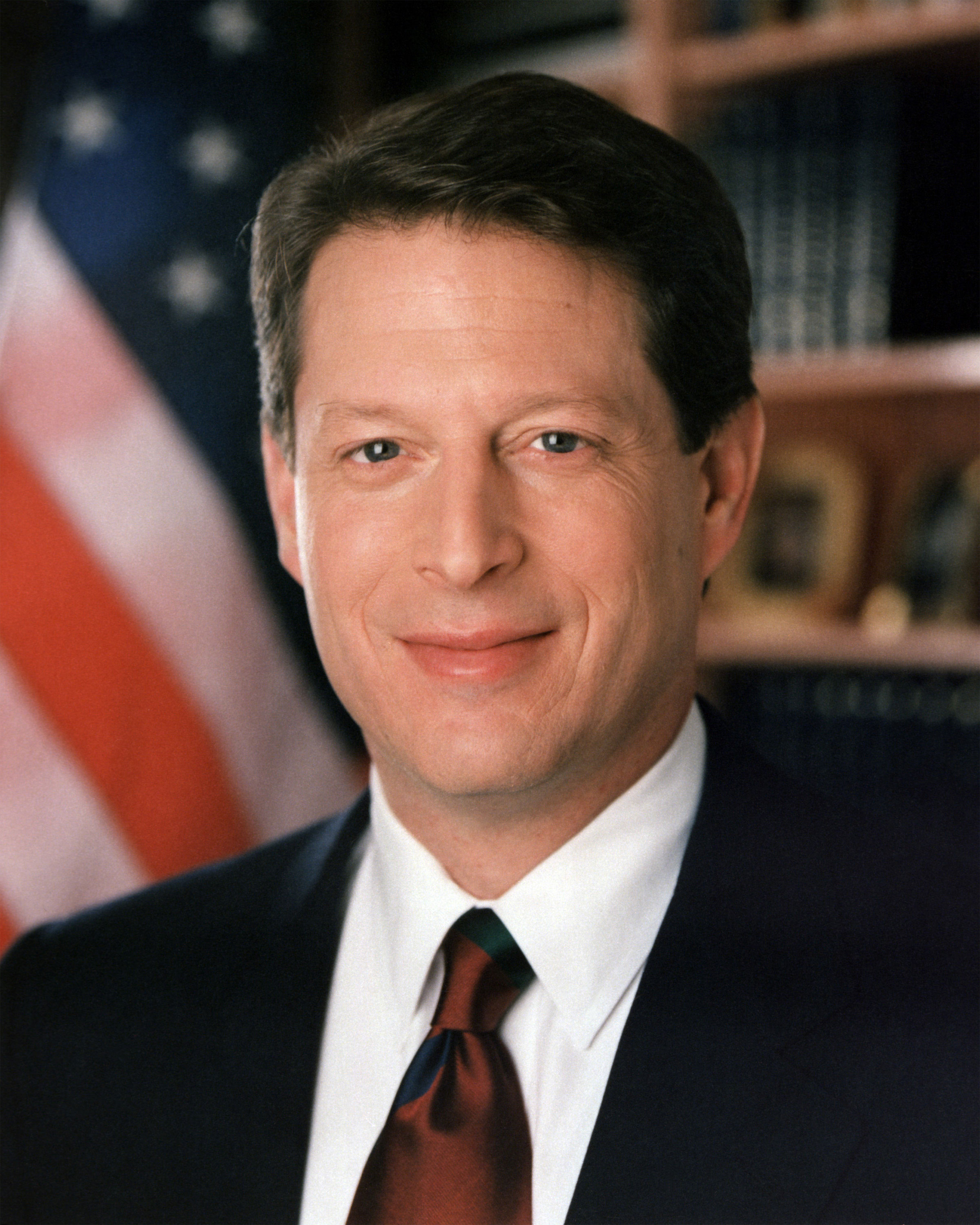
參議院議長：艾爾·高爾（副總統兼任）
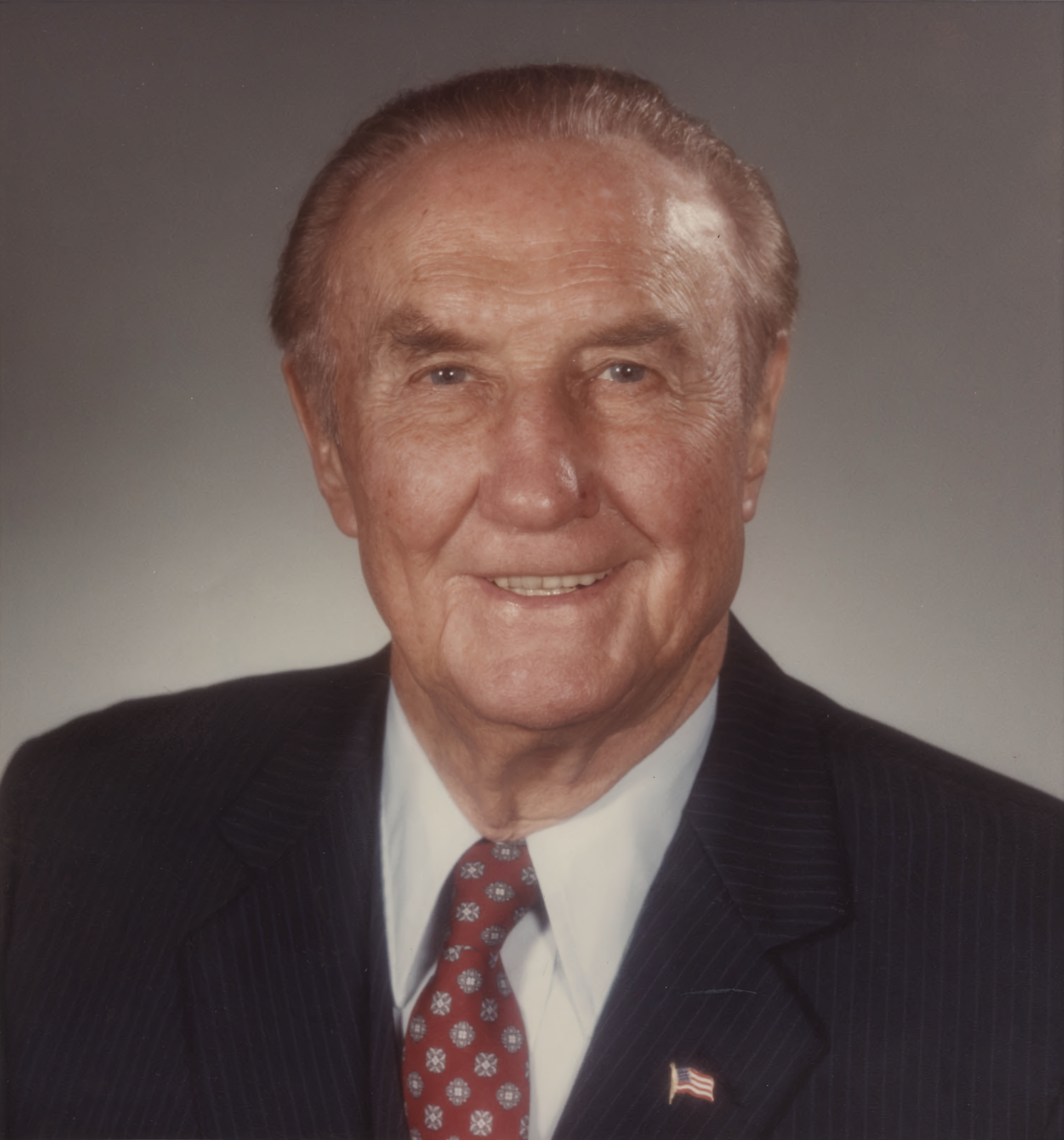
參議院臨時議長：斯特罗姆·瑟蒙德
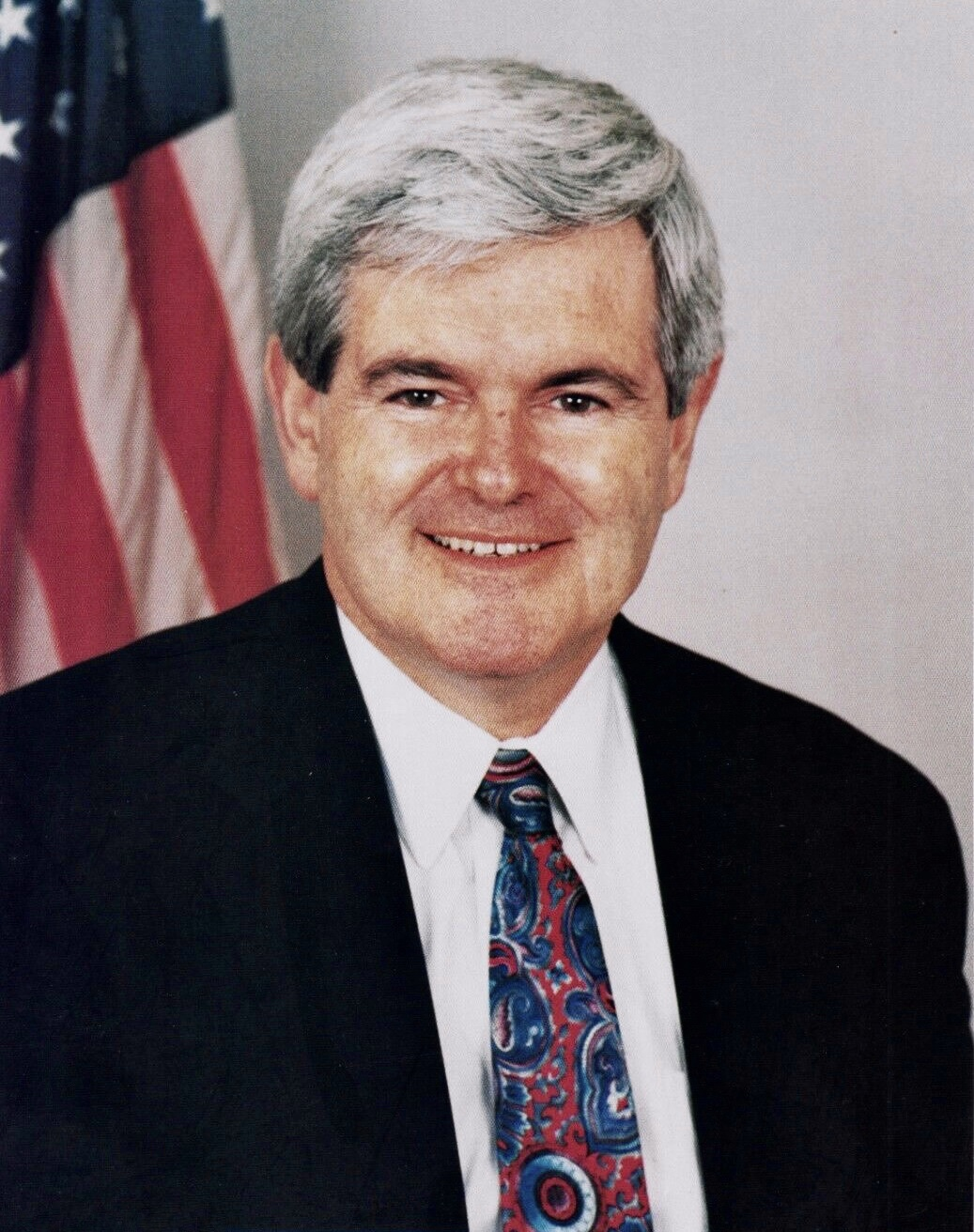
眾議院議長：紐特·金里奇
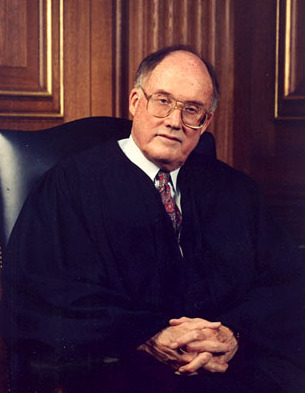
首席大法官：威廉·伦奎斯特

## 大事記

### 1月
- 1月20日——比爾·柯林頓宣誓就任第53屆美國總統，展開其第二個總統任期。

### 3月
- 3月13日——當天晚上，V字型的不明飛行物飛過美国鳳凰城，此不明飛行物稱為鳳凰城光點。[1]

### 7月
- 7月4日——“火星探路者”号及其“火星车”号成功登上火星。
- 7月8日——北約東擴計畫正式啟動。
- 7月31日——聯邦快遞14號班機在紐華克自由國際機場墜毀，無人死亡。

### 10月
- 10月15日——美國華裔科學家朱棣文獲頒諾貝爾物理學獎。
- 10月底至11月初——中國國家主席江澤民訪問美國。